# ESBE
ESBE AB är ett svenskt familjeägt verkstadsföretag med huvudkontor i Reftele. Företaget grundades år 1906 som Skogsfors Bruk av Johan August Skogsfors och majoritetsägs idag fortfarande av familjen Skogsfors. ESBE tillverkar komponenter för värme- och kylreglering i vätskeburna system.

## Historik
Fabriken tillverkade ursprungligen jordbruksmaskiner som kultivatorer och såmaskiner. Johan August Skogsfors uppförde även en kraftstation som gav elektricitet och därigenom elektriskt ljus, det första av sitt slag i Reftele. I mitten av 1930-talet breddades produktsortimentet med vattenpumpar, hydroforer och shuntventiler. 
År 1939 sålde Johan August Skogsfors Bruk till KF (Kooperativa förbundet), som ersatte produktionen av jordbruksredskap med tillverkning av värmepannor. Företaget gick så småningom upp i Parca-Norrahammar.
Shuntventilerna, som konstruerats av sonen och ingenjören Göte Skogsfors som börjat på företaget 1937, låg utanför försäljningen till KF. Fortsatt produktion drevs i det familjebolag som blev ESBE AB och leddes av bröderna Sigurd och Göte Skogsfors. Den senare hade 1939 fått patent på en fyravägars shuntventil.
År 1965 utgjorde exporten mer än 50 procent av ESBE:s omsättning. År 1967 blev Götes son Mats (född 1939) vd för ESBE. Han anlitade industridesignern Carl-Arne Breger.
I mitten av 1970-talet lanserades ESBE:s första ställdon och termostatventiler på marknaden. Under senare delen av 1990-talet etablerade sig ESBE i Europa via dotterbolag i Tyskland och Frankrike. År 2000 tog Mats son Johan Skogsfors (född 1964) över som vd och ledde företaget fram till år 2012 då den förste externe vd:n anställdes.

## Chefer
- 1906–1939 Johan August Skogsfors (Skogsfors Bruk)
- 1939–1967 Göte Skogsfors
- 1967–2000 Mats Skogsfors
- 2000–2012 Johan Skogsfors
- 2012–2015 Karsten Pillukeit
- 2016–  Peter Cerny